# Rozhledna Surovina
Rozhledna Surovina, slovensky rozhľadňa Surovina nebo rozhľadňa pod Kalinovým vrchom, je rozhledna v místě Surovina na hřebeni ve svazích kopce Kalinový vrch (816 m n. m.) a nad kopcem Ryboňov (681 m n. m.) v pohoří Kysucké Beskydy na Slovensku. Rozhledna se nachází na území obce Oščadnica v okrese Čadca v Žilinském kraji v CHKO Kysuce.

## Další informace
Rozhledna Surovina je zastřešená stavba s vnějším kamenným schodištěm a vnitřním schodištěm z oceli a dřeva, která byla postavena v roce 2021 podle návrhu architekta Stanislava Mikovčáka. Spodní část stavby je zděná z kamene a horní část je dřevěná a měly by zde být umístěny sluneční hodiny. Je celoročně volně přístupná. Nachází na trase náučného chodníku Surovina (naučná stezka Surovina) a dalších turistických značek vedoucích až na horu Velká Rača. Rozhledna nabízí výhledy a to především na Oščadnickou dolinu, Krásno nad Kysucou a Čadcu. Pod rozhlednou se nachází turistický přístřešek, informační tabule a rozcestník.

## Galerie

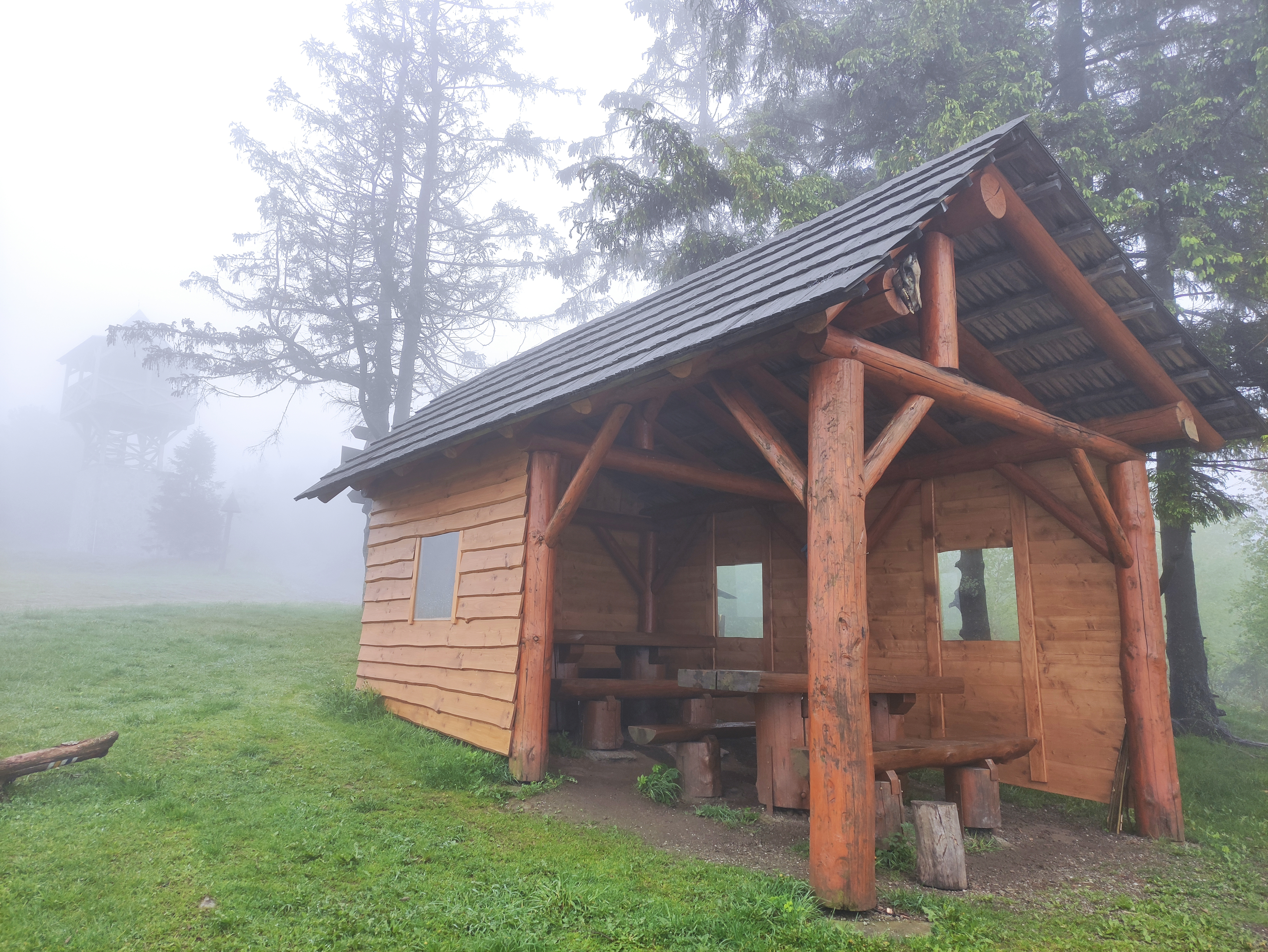
Přístřešek nedaleko rozhledny
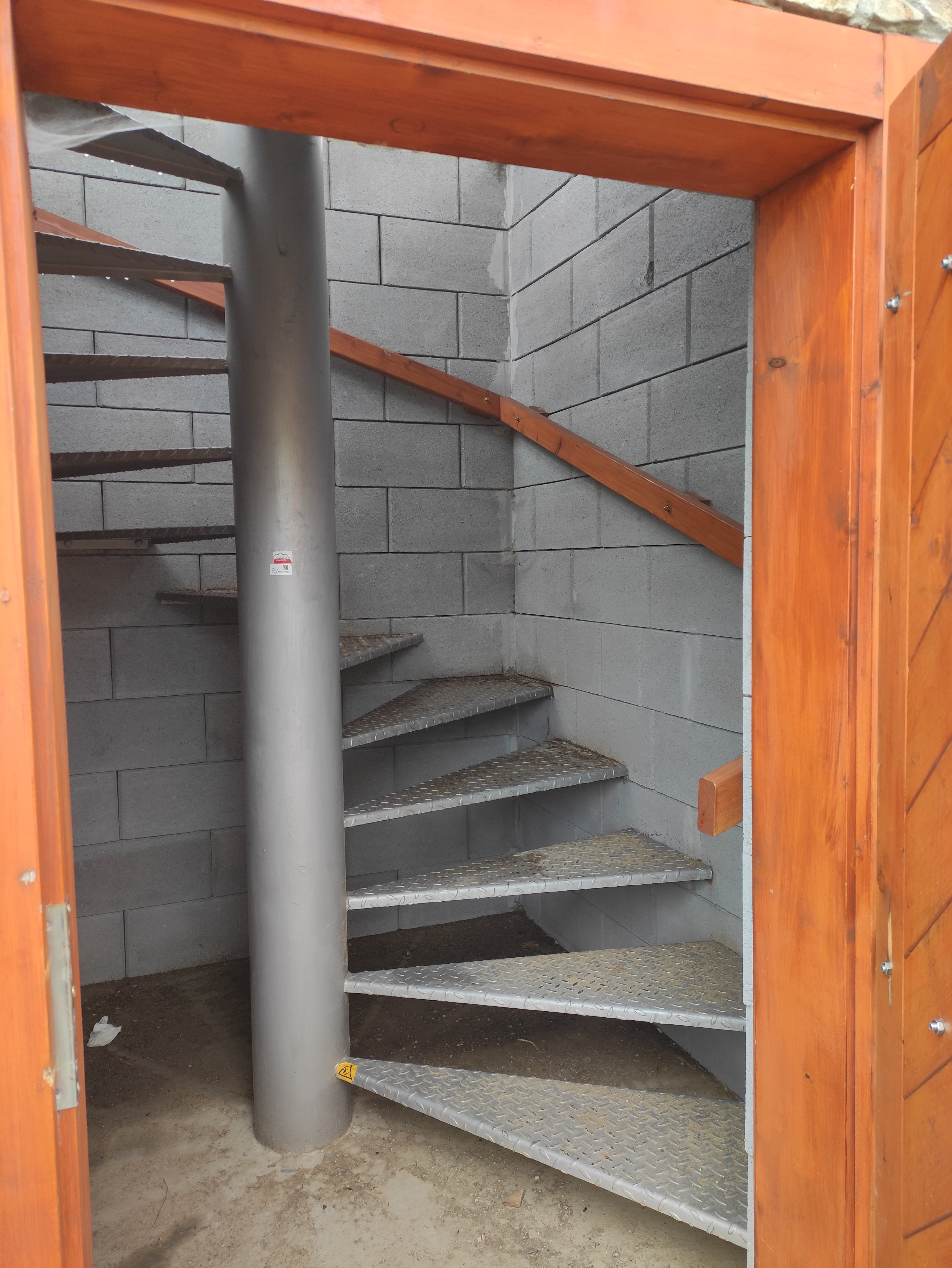
Interiérové schody rozhledny
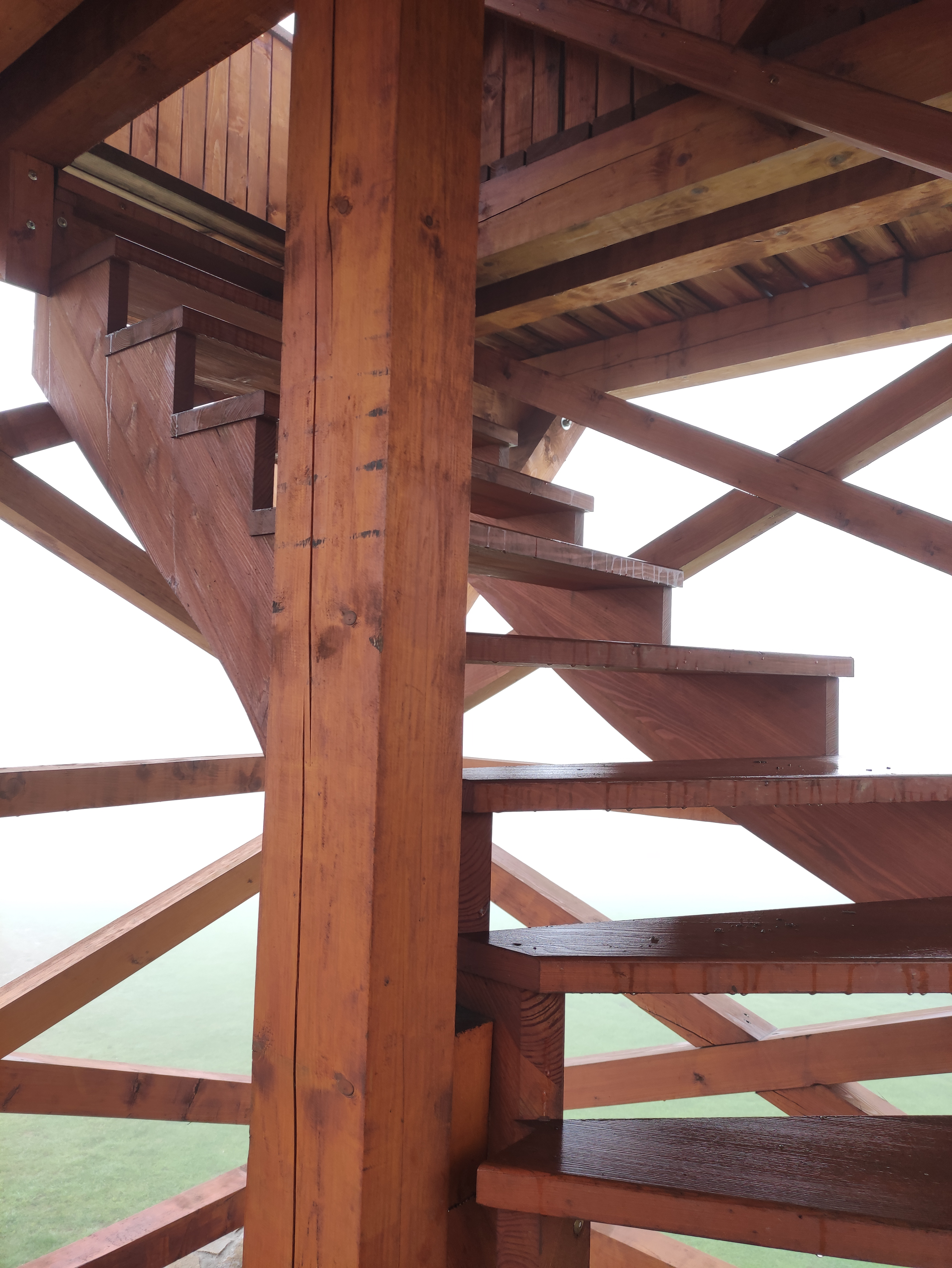
Interiérové schody rozhledny